# Phoenicoprocta chrysorrhoea
Phoenicoprocta chrysorrhoea là một loài bướm đêm thuộc phân họ Arctiinae, họ Erebidae.